# برج عبدالحسین
برج عبد الحسین مربوط به دوره صفوی است و در ندوشن، محله قلعه واقع شده و این اثر در تاریخ ۳۰ تیر ۱۳۸۴ با شمارهٔ ثبت ۱۲۱۲۸ به‌عنوان یکی از آثار ملی ایران به ثبت رسیده است.